# Cynoglossum dioscoridis
Cynoglossum dioscoridis är en strävbladig växtart som beskrevs av Dominique Villars. Cynoglossum dioscoridis ingår i släktet hundtungor, och familjen strävbladiga växter. Inga underarter finns listade i Catalogue of Life.